# 鳳だんじり祭り
鳳だんじり祭り（おおとりだんじりまつり）は、大阪府堺市西区で行われる祭。だんじり祭の一つ。

## 概要
大阪府堺市西区にある大鳥大社の摂社である大鳥美波比神社周辺で行われる秋祭り。毎年10月の第1金曜日から3日間の日程で行われている。
初日の金曜日は、各地区にて曳行される。上、石橋は日部神社、富木は等乃伎神社、濱寺元町は大鳥北濱神社に宮入する。
二日目の土曜日は、朝から大鳥大社の境内社 大鳥美波比神社に全10台のだんじりが宮入をする。昼の部はココカラファイン前交差点で次々と遣り回しを披露する「鳳連合パレード」を実施。晩の部は小栗街道(鳳小栗街道交差点からライフ福泉店まで)を駆け抜ける連合曳きが行われ、野田区地車小屋前交差点では、商店街のアーケード内からだんじりが全力疾走して飛び出してくる圧巻の光景がみられる。
最終日の日曜日には、鳳駅下り交差点を中心に「西区だんじり祭」が開催されている。近年は津久野だんじり祭の７町も加わり、盛大に開催される、夜間は土曜日のルートと同じルートを曳く。

大鳥大社の宮入り
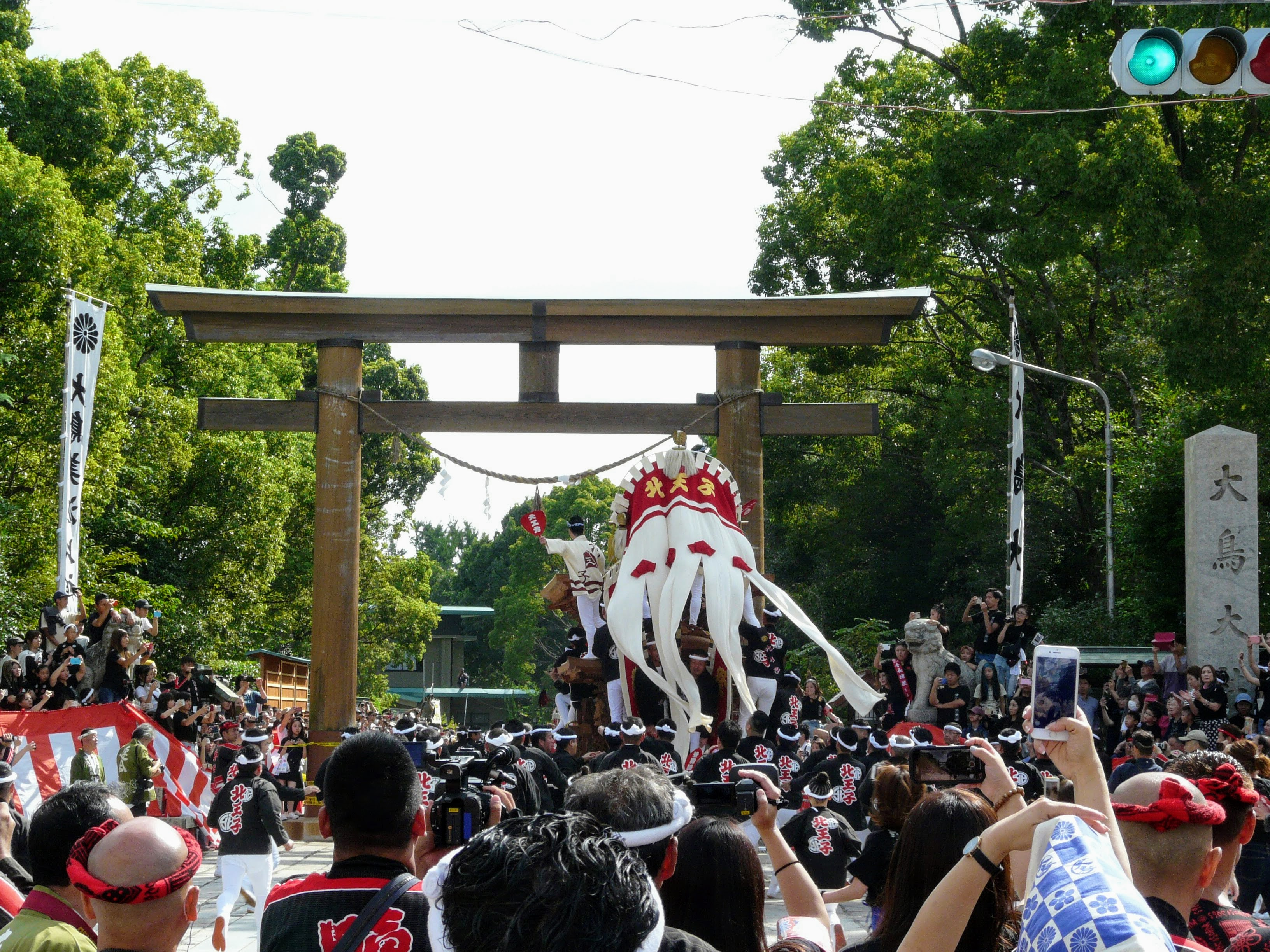
宮入りで大鳥大社 境内へ入って行くだんじり
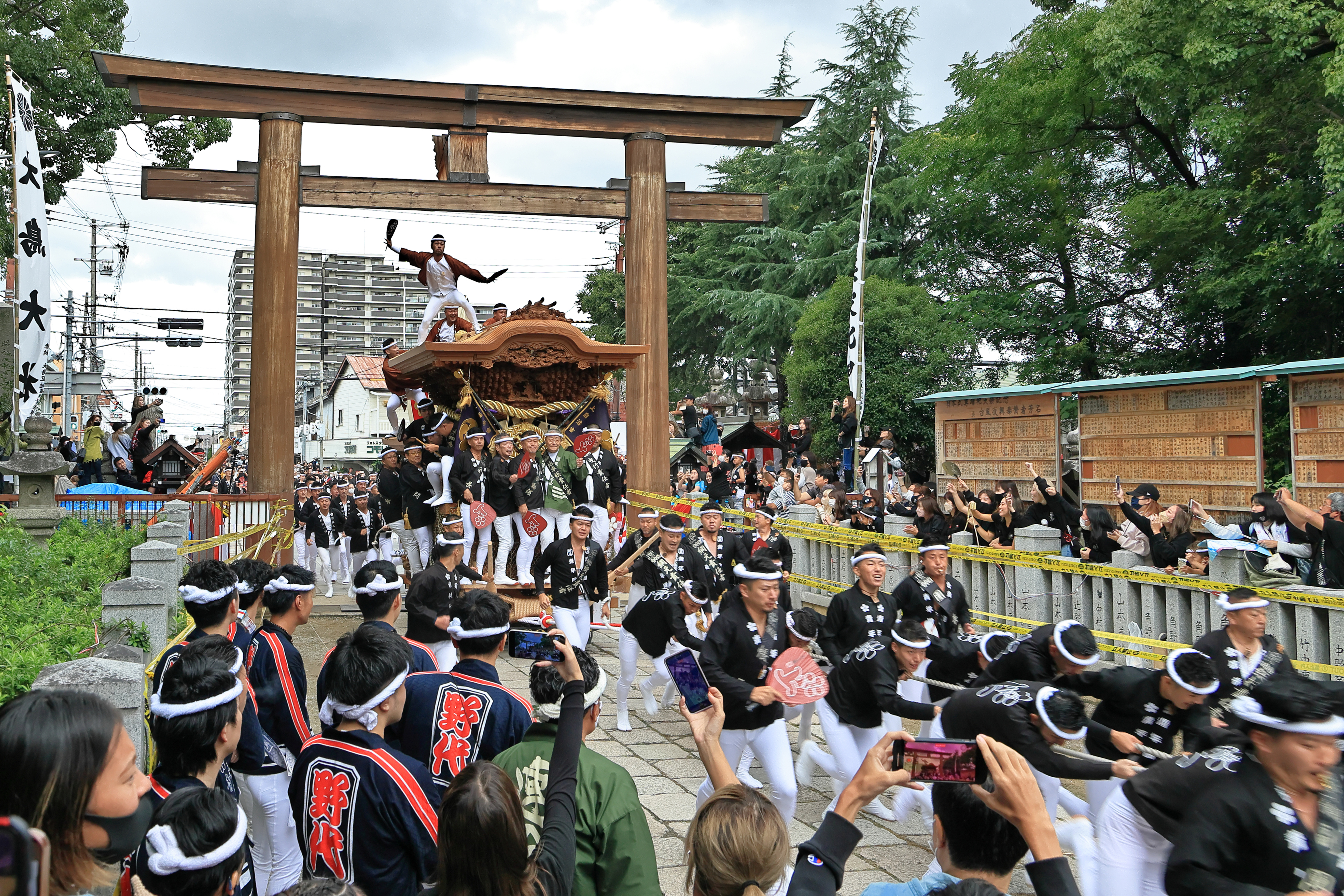
大鳥居から勢いよく参道を駆けるだんじり
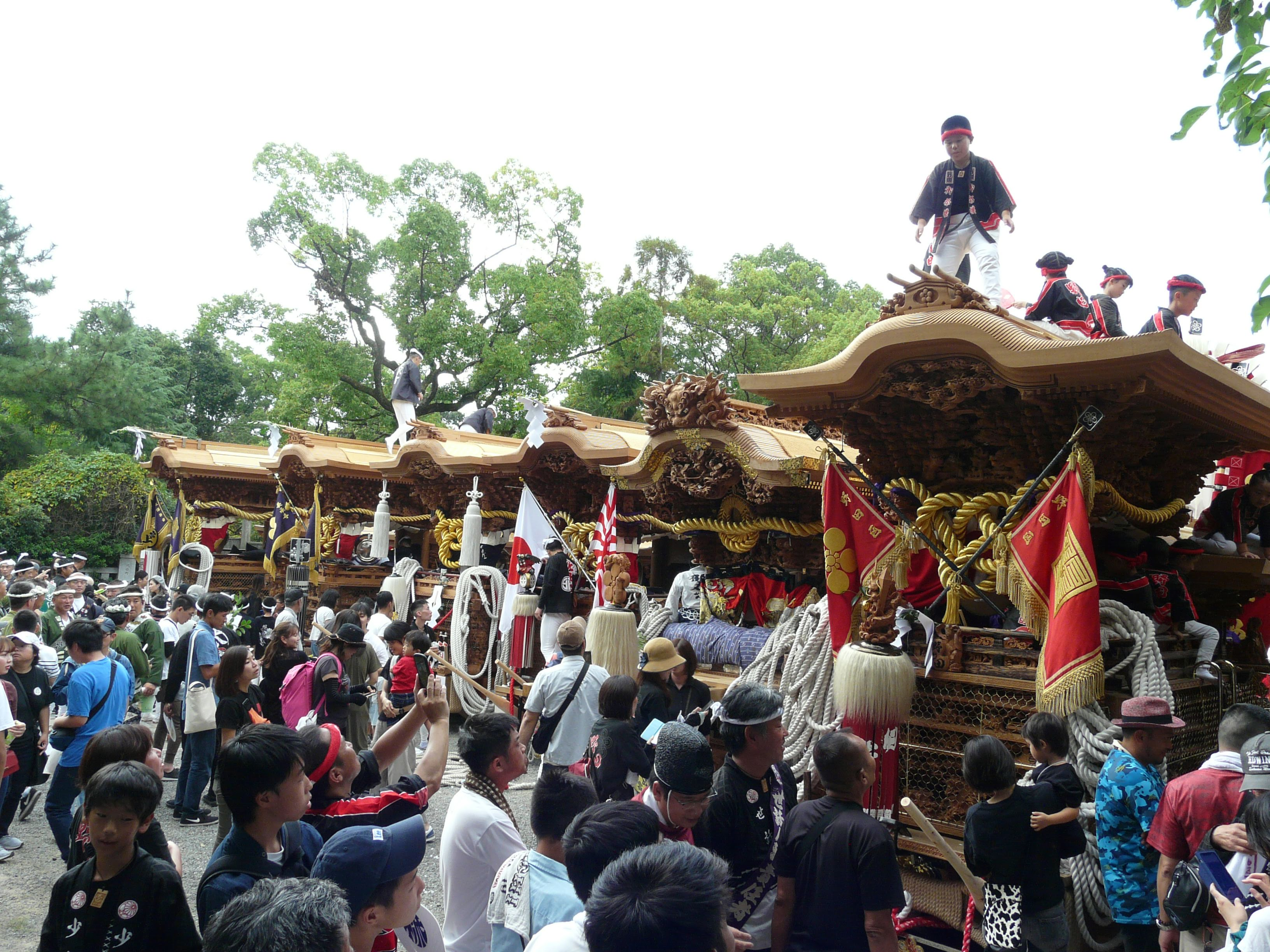
大鳥大社境内で整列するだんじり
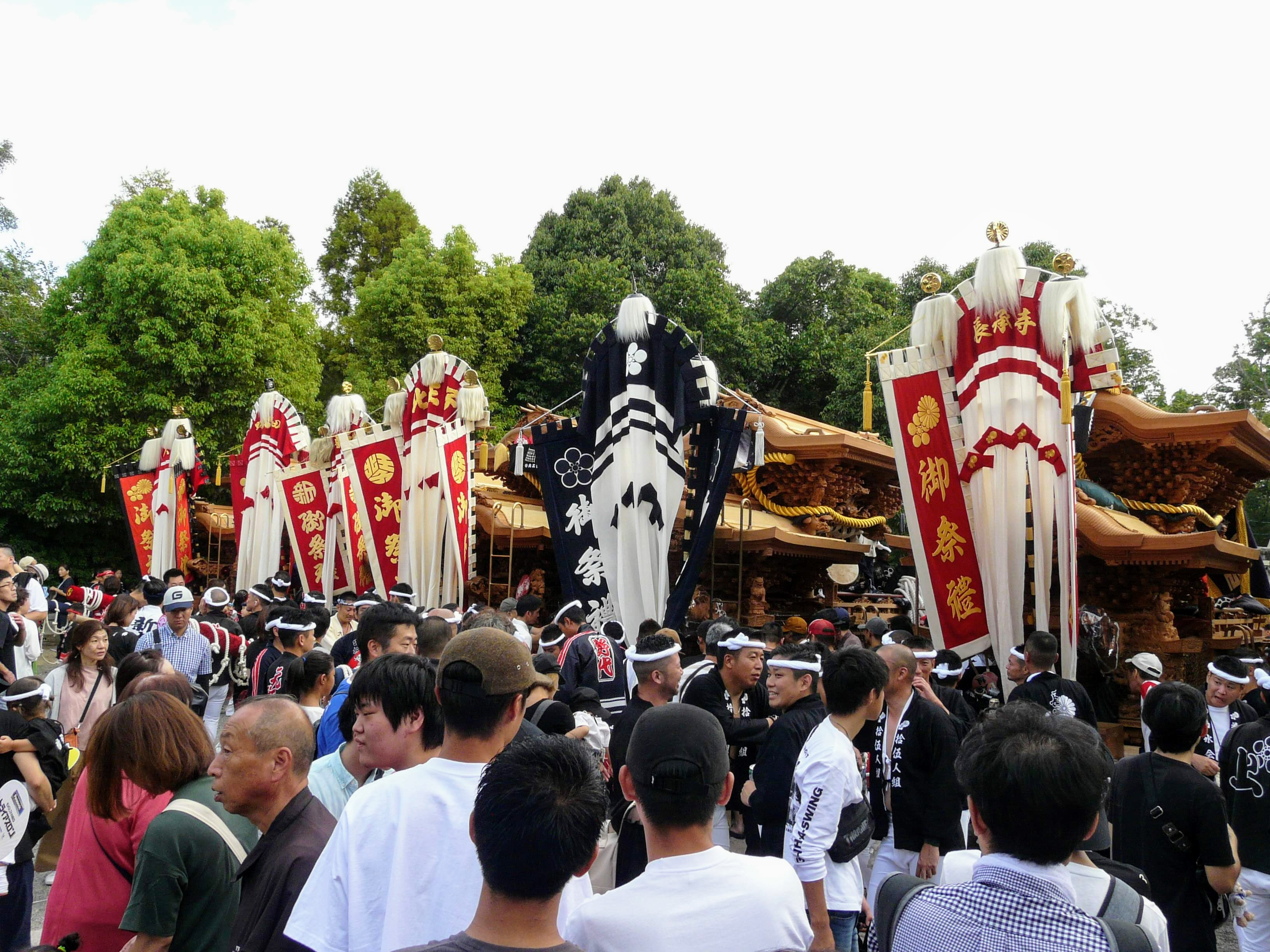
大鳥大社境内で整列するだんじり

- 動画
- 境内から出ていくだんじり（2019年）
- 境内へ入ってくるだんじり（2022年）
- 境内から出ていくだんじり（2022年）
- 境内から出ていくだんじり（2022年）

## 歴史
鳳だんじり祭は一説には400年前から始まったと口伝されているが、明確な史料や当時の物品などが存在せず事実かは不明。
ただ、山車に綱を付けて曳行するスタイルの起源は1200年前から実施されている祇園祭にあるとされ、京都から徐々に南下していったと考えるのが自然である。

## 地車の形式
曳行される地車（だんじり）の形式は、住吉の工匠、大佐一門などの作による堺型上だんじりが主流であったが、近年岸和田型の下だんじりが増えてきている。
また、泥幕は腰下までとし、屋根の破風の形状・飾目が鬼板（獅子噛み）という堺・大阪型の上だんじりの特徴を残しつつ、三枚板（さんまいた）の代わりに岸和田型の主流である立体的な見送りの形態を用いた折衷型もある。現在、鳳だんじり祭で曳き出されるだんじりには、三枚板を設えたものはない。

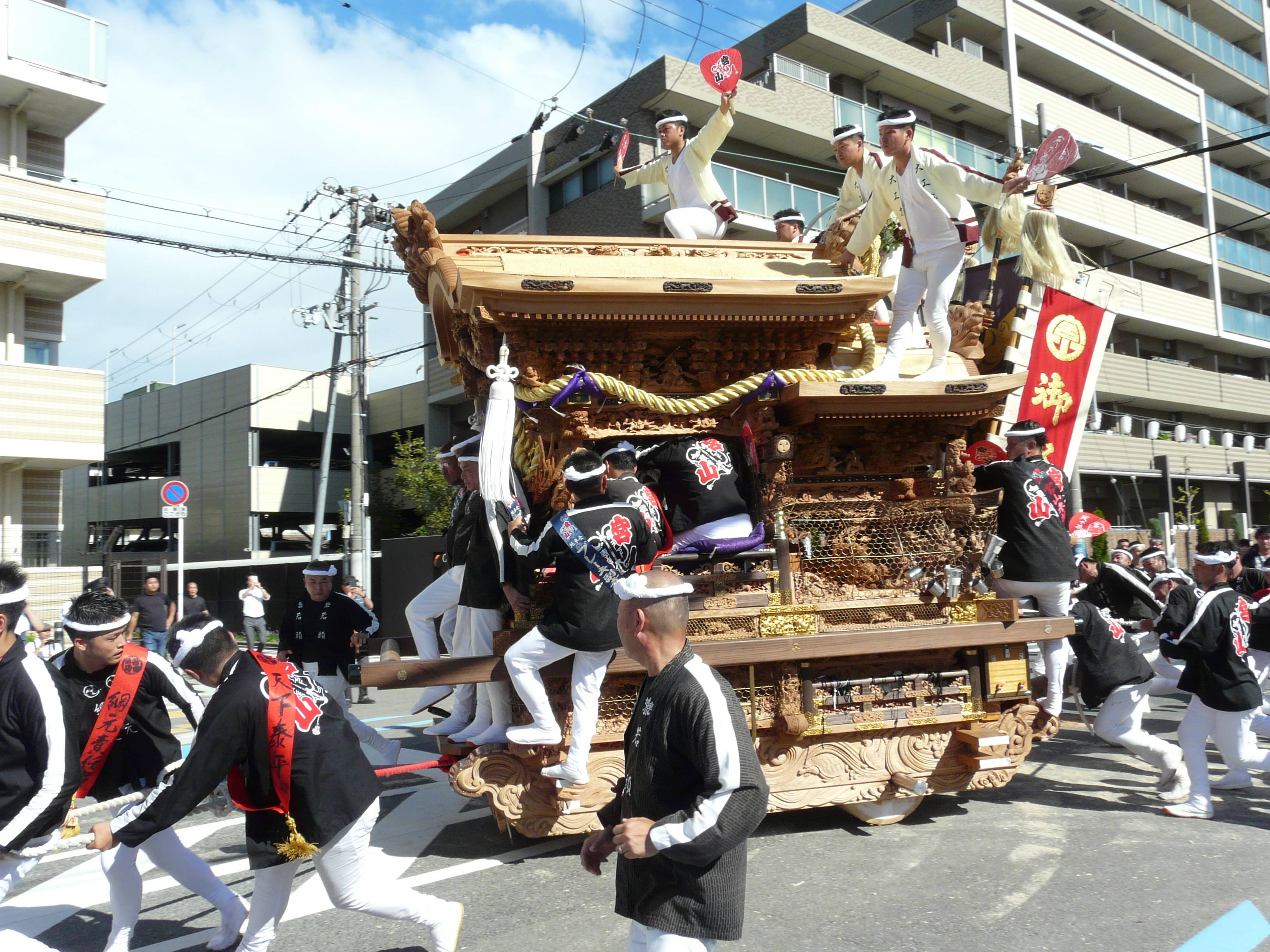
堺型上地車（堺市西区津久野地区）
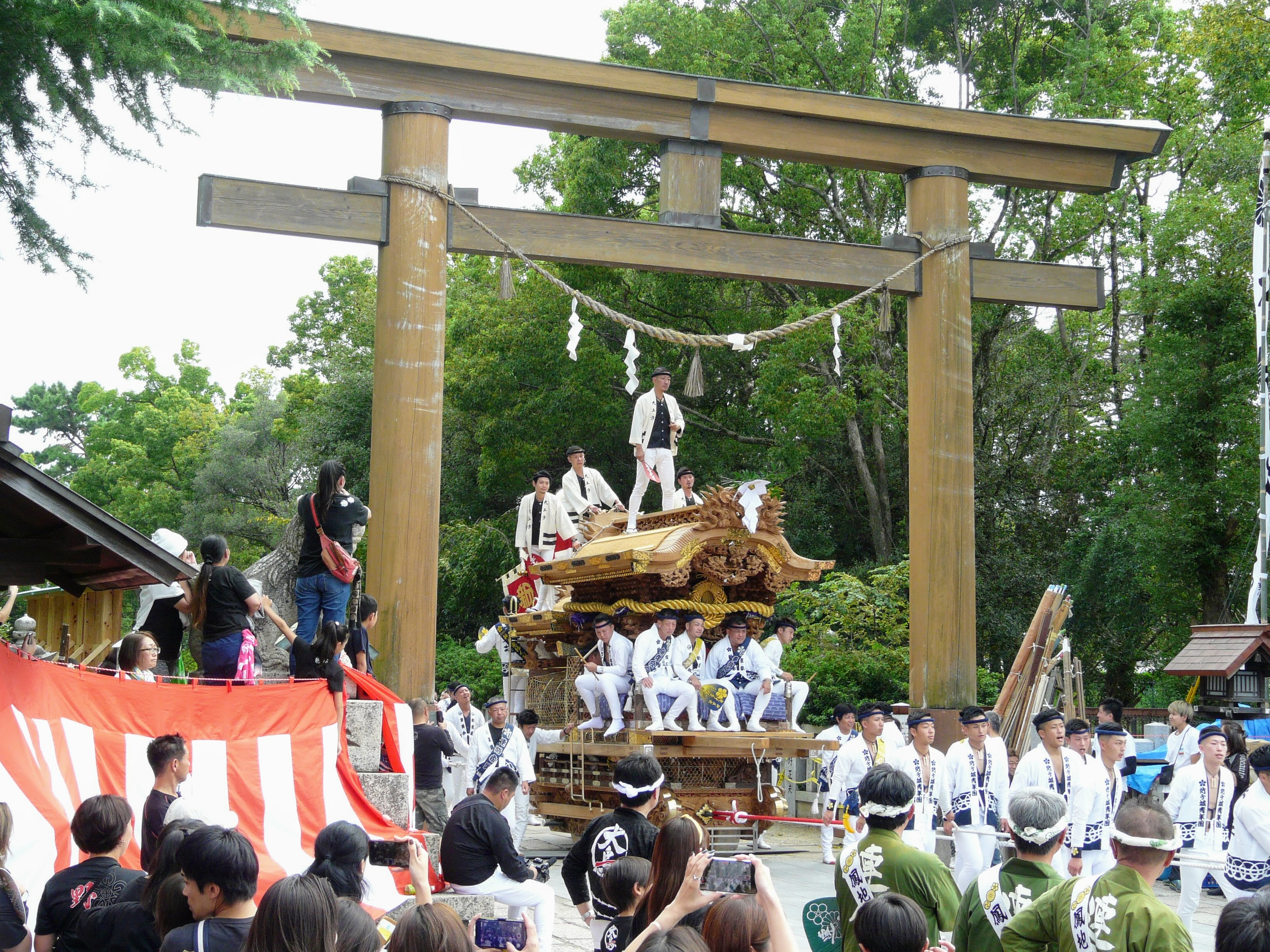
堺型上地車（大鳥大社にて）
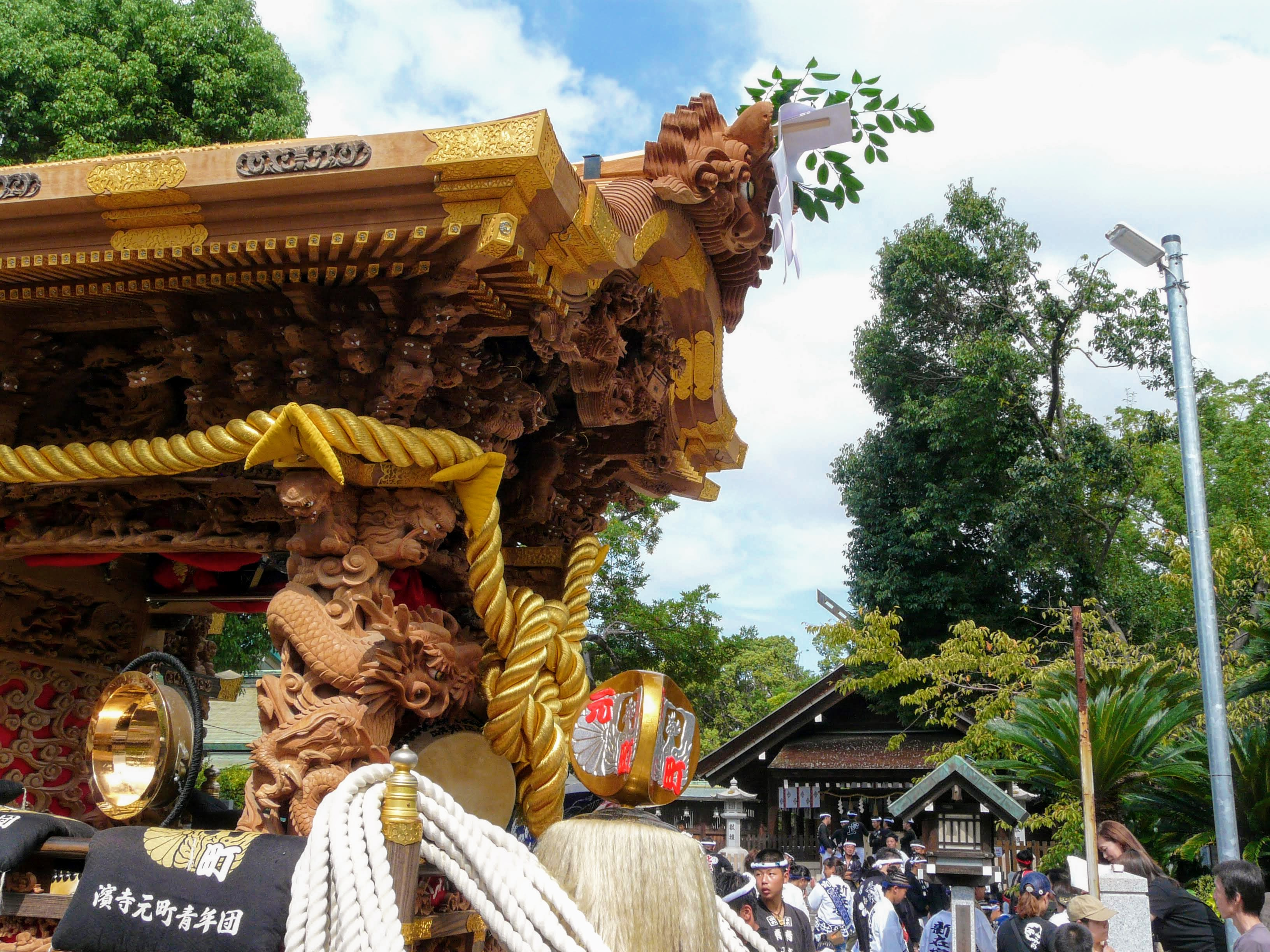
堺型上地車（大鳥大社にて）
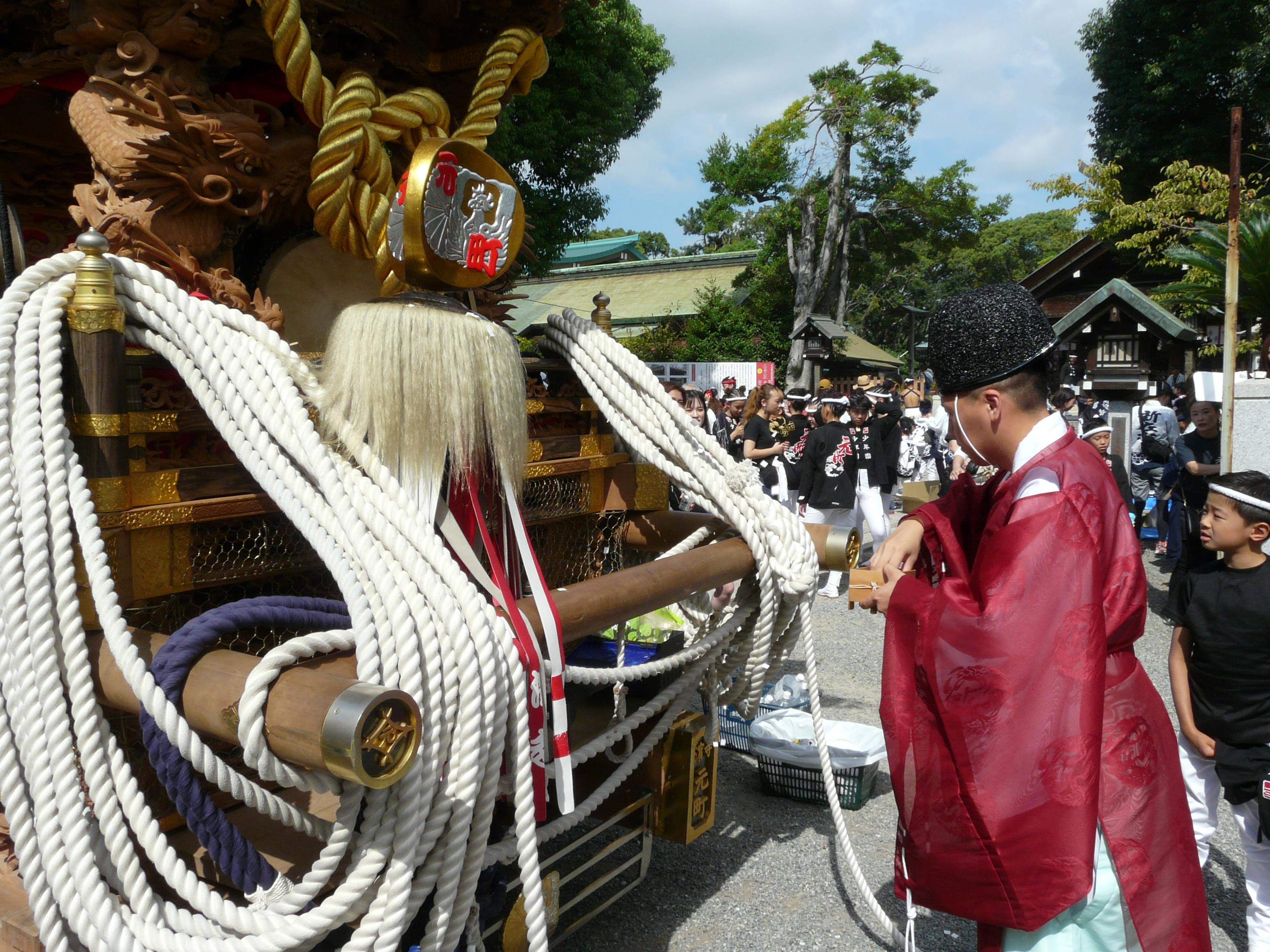
堺型上地車（大鳥大社にて）

## 掛け声
掛け声は、伝統的には単独使用ではなく、木曽節などのだんじり唄が歌われそのクライマックスで使用されるのが普通であった。
この祭りでは、伝統的に「てーんてん、てんてこてーこーてん、しゃーぼーてん、そーらいヨーイヨイ」という掛け声が、行われてきた。これは、上だんじりに合ったものである。この祭りでは伝統的にやり回しを行っていなかったので、使用場面は、平時の徒歩速度から疾走速度に移行する際の区切りの意味が主である。そのさいは、太鼓や笛もリズムを変える。この後、疾走時は「オイサ、オイサ」という２ビートのリズムの掛け声になる。
しかし、各地区で岸和田型の下だんじりが導入されると、掛け声も岸和田と同じ「ソーリャ、ソーリャ」という２ビートのリズムによるものに変わっている。使用場面も、岸和田と同じやりまわしの時だが、平時の徒歩速度での曳行のさいも「エンヤー、コーリャ」の代わりの意味で用いられている。
現在、伝統的な掛け声を行っている地区は、上だんじりを保有する新在家のみであるが、大鳥、野田、北王子、野代、長承寺も宮入り時には大鳥大社境内では伝統的な掛け声、囃子を行う。また、灯入曳行時にも特に詰めあいの際突発的に行うこともある。
現在多くの地区では、直進路が主な連合曳きの際、掛け声の代わりにホイッスルを鳴らしたりハンドマイクで疾走速度への移行を知らせるなどしている。